# 田中大貴 (1995年生のアナウンサー)
田中 大貴（たなか だいき、1995年6月20日 - ）は、フリーアナウンサー。元RSK山陽放送アナウンサー。兵庫県神戸市出身。

## 人物
- 2018年、RSK山陽放送に入社（同期に杉澤眞優、武田彩佳）。2019年にはおかやまマラソンに出場し、4時間台でゴール。RSKのアナウンサーとしては初めて中継放送時間内に完走した。
- 国家資格キャリアコンサルタント・温泉ソムリエ・英検2級の資格を持っている。
- 趣味はサウナ・ゲーム。
- 2021年3月でRSK山陽放送を退社し、ボイスワークス所属のフリーアナウンサーとして活動。主に千葉テレビ放送の番組や、総合格闘技・アメリカンフットボール・サッカー・eスポーツなどのスポーツ中継に出演していた。2022年にはちばアクアラインマラソンに出場し、千葉テレビ放送の中継時間内に完走している。

## 担当番組

### フリー転向後

#### 過去に出演した番組・大会
- モーニングこんぱす（千葉テレビ放送、番組途中からテレビ神奈川・テレビ埼玉も同時ネット、2021年3月29日 - 2023年3月29日） - 月〜水MC[2]
- WIN BY ALL!（千葉テレビ放送、2021年4月 - 2023年3月） - ナレーター（一部回ではMC）
- 世にも奇妙な物語 秋の特別編「金の卵」（フジテレビ、2021年11月6日） - リポーター役
- 全国高校サッカー選手権大会（2021年・2022年）  - 実況
- 総合格闘技ONE Championship（AbemaTV、2023シーズン）  - 実況
- 総合格闘技パンクラス（U-NEXT、2022年）  - 実況
- 関東大学アメリカンフットボールリーグ1部リーグTOP8（GAORA・イージースポーツ、2022シーズン）  - 実況
- 高校野球ダイジェスト（千葉テレビ放送、2021年・2022年） - ナレーター
- 全国都道府県対抗eスポーツ選手権 2021 MIE eFootball ウイニングイレブン部門 千葉県代表決定戦（千葉テレビ放送、2021年7月） - MC・実況
- X-MOMENT Rainbow Six Japan Championship  - 実況
- X-MOMENT Rainbow Six Japan Open  - 実況
- Rainbow Six Siege 都道府県対抗戦  - 実況
- マイナビジャパンビーチバレーボールツアー  - 実況
- Fリーグ・バルドラール浦安戦中継（AbemaTV、2021・2022シーズン）  - アリーナDJ・中継リポーター
- Jリーグプレシーズンマッチ 第26回ちばぎんカップ（千葉テレビ放送、2022年・2023年）  - リポーター
- U-9・10少年サッカーハイライト（千葉テレビ放送、2022年4月）  - 実況

### CM
- 日本シグマックス「ZAMST」（2022年）

### RSK山陽放送時代
テレビ
- RSKイブニングニュース（月〜水・土）
- RSKニュース（随時）
- ごじまる
- サッカーファジアーノ岡山 実況
- 全国高校ラグビー大会岡山県大会 実況
- 山陽女子ロードレース大会 実況

ラジオ
- Road To おかやまマラソン2019
- RSKラジオニュース（随時）